# Shirley Strickland
Shirley Barbara Strickland-de la Hunty MBE (Perth, 18 de julho de 1925 – 11 de fevereiro de 2004) foi uma atleta campeã olímpica e a mais medalhada corredora em Jogos Olímpicos da história da Austrália.
Filha de um atleta local, que não pôde competir nos Jogos Olímpicos de 1900 porque lhe faltou dinheiro para a viagem até Paris, Shirley teve uma educação básica em cursos por correspondência. Quando entrou na escola secundária, em 1939, venceu 47 das 49 competições atléticas de que participou como atleta júnior. Na universidade, viria a ganhar grande reputação como velocista e barreirista.

## Jogos Olímpicos
Em 1947, ela começou a correr com dedicação completa ao esporte, conseguindo grande sucesso nacional. No ano seguinte, conquistou o título australiano dos 80 metros com barreiras e fez parte da equipe australiana em Londres 1948. Nesta primeira participação olímpica, para a qual não era considerada uma favorita em potencial pela crítica esportiva ganhou a medalha de prata no revezamento 4x100 metros e duas medalhas de bronze nos 100 metros e nos 80 m com barreiras (hoje disputado em 100 metros). Todas as provas de que Strickland participou, foram vencidas pela holandesa Fanny Blankers-Koen, que seria o maior nome daqueles Jogos.
Depois de conquistar três medalhas de ouro nos Jogos da Commonwealth em 1950, Shirley conseguiu seu primeiro título olímpico em Helsinque 1952, quando venceu os 80 m com barreiras com nova marca mundial de 10s9. Um erro na troca de bastões, fez com que ficasse novamente apenas com a prata no revezamento 4x100 m. Em Melbourne 1956, os primeiros Jogos disputados na Austrália, veio então sua consagração definitiva, com duas medalhas de ouro, bicampeã olímpica nos 80 m com barreiras e finalmente o ouro no revezamento feminino, junto com Betty Cuthbert, Norma Crocker e Fleur Mellor, já correndo com o nome de casada, Shirley de la Hunty. Nos mesmos Jogos, ainda conseguiu o bronze nos 100 metros.

## Anos finais
.

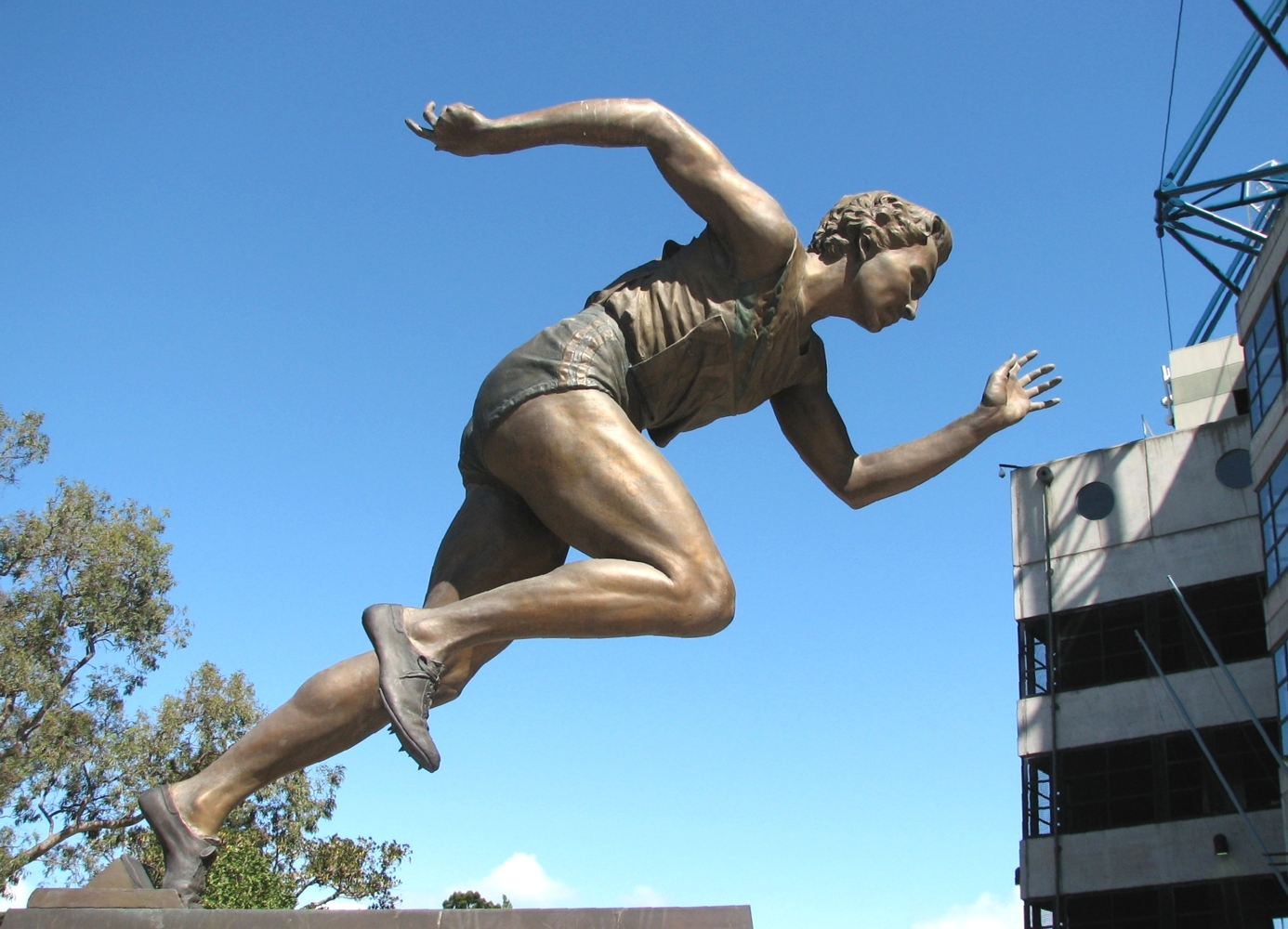
Estátua de bronze de Shirley na entrada do Melbourne Cricket Ground, Austrália.

Depois de abandonar as pistas, Shirley continuou envolvida com o atletismo, na área de administração do esporte, durante os jogos da Cidade do México 1968 e Montreal 1976. Ela foi também uma das condutoras da tocha olímpica nos Jogos Olímpicos de Sydney, em 2000, carregando a tocha dentro do estádio olímpico aos 75 anos de idade sob a ovação do público.
Em 2001, ela voltou a atrair a atração da mídia australiana, quando anunciou que venderia todas as recordações e prêmios da sua carreira, incluindo suas medalhas de ouro olímpicas. Apesar de sofrer algumas críticas públicas por isso, ela manteve sua posição dizendo que o dinheiro ajudaria a cuidar da educação de seu netos e permitiria uma boa doação para ajuda aos grupos ambientais que cuidam da proteção às florestas da Austrália. Suas medalhas, troféus e memorabilia foram comprados por um grupo de empresários anônimos, que os doaram a um museu de Melbourne, atendendo a seu desejo de que elas nunca deixassem o país.
O corpo de Shirley Strickland foi encontrado no chão da cozinha de sua casa, em 16 de fevereiro de 2004. Os exames dos legistas indicaram que ela havia morrido sozinha pelo menos cinco dias antes. Teve um funeral de estado e, inaugurada meses após sua morte, uma estátua de bronze em sua homenagem enfeita hoje a entrada de um ícone esportivo da Austrália, o Melbourne Cricket Ground.